# جایزه بزرگ ایتالیا ۱۹۵۳
جایزه بزرگ ایتالیا ۱۹۵۳ (انگلیسی: ‎1953 Italian Grand Prix‎) یک مسابقهٔ موتوری در رشتهٔ اتومبیل‌رانی فرمول یک بود که در تاریخ ۱۳ سپتامبر ۱۹۵۳ در پیست ناتزیوناله مونتزا واقع در مونتزا، ایتالیا برگزار شد. این گراند پری در میان ۹ گراند پری در فصل ۱۹۵۳، مسابقهٔ شمارهٔ ۹ بود.
در این مسابقه که در ۸۰ دور و به مسافت ۵۰۴٫۰۰۰ کیلومتر (۳۱۳٫۱۷۱ مایل) برگزار شد، پول پوزیشن توسط آلبرتو اسکاری کسب شد و سریع‌ترین زمان برای طی یک دور پیست که برابر با ۲:۰۴٫۵ بود نیز توسط خوان مانوئل فانخیو به ثبت رسید.
خوان مانوئل فانخیو از تیم مازراتی، نینو فارینا از تیم فراری و لوییجی ویلورزی از تیم فراری به‌ترتیب مقام‌های اول تا سوم مسابقه را کسب کردند.

## رده‌بندی قهرمانی پس از مسابقه
| رده‌بندی قهرمانی رانندگان \| \| جایگاه \| راننده \| امتیاز \| \| -------- \| ------ \| ------------------ \| ----------- \| \| \| ۱ \| آلبرتو اسکاری \| ۳۴٫۵ (۴۶٫۵) \| \| ۱ \| ۲ \| خوان مانوئل فانخیو \| ۲۸ (۲۹٫۵) \| \| ۱ \| ۳ \| نینو فارینا \| ۲۶ (۳۲) \| \| \| ۴ \| مایک هاثورن \| ۱۹ (۲۷) \| \| ۱ \| ۵ \| لوییجی ویلورزی \| ۱۷ \| \| منبع:[۱] \| \| \| \| |        |                    |             |
| | جایگاه | راننده             | امتیاز      |
| | ۱      | آلبرتو اسکاری      | ۳۴٫۵ (۴۶٫۵) |
| ۱ | ۲      | خوان مانوئل فانخیو | ۲۸ (۲۹٫۵)   |
| ۱ | ۳      | نینو فارینا        | ۲۶ (۳۲)     |
| | ۴      | مایک هاثورن        | ۱۹ (۲۷)     |
| ۱ | ۵      | لوییجی ویلورزی     | ۱۷          |
| منبع: |        |                    |             |

یادداشت
- تنها پنج جایگاه نخست از هر رده‌بندی نمایش داده شده‌است.